# Territori occupati da Israele

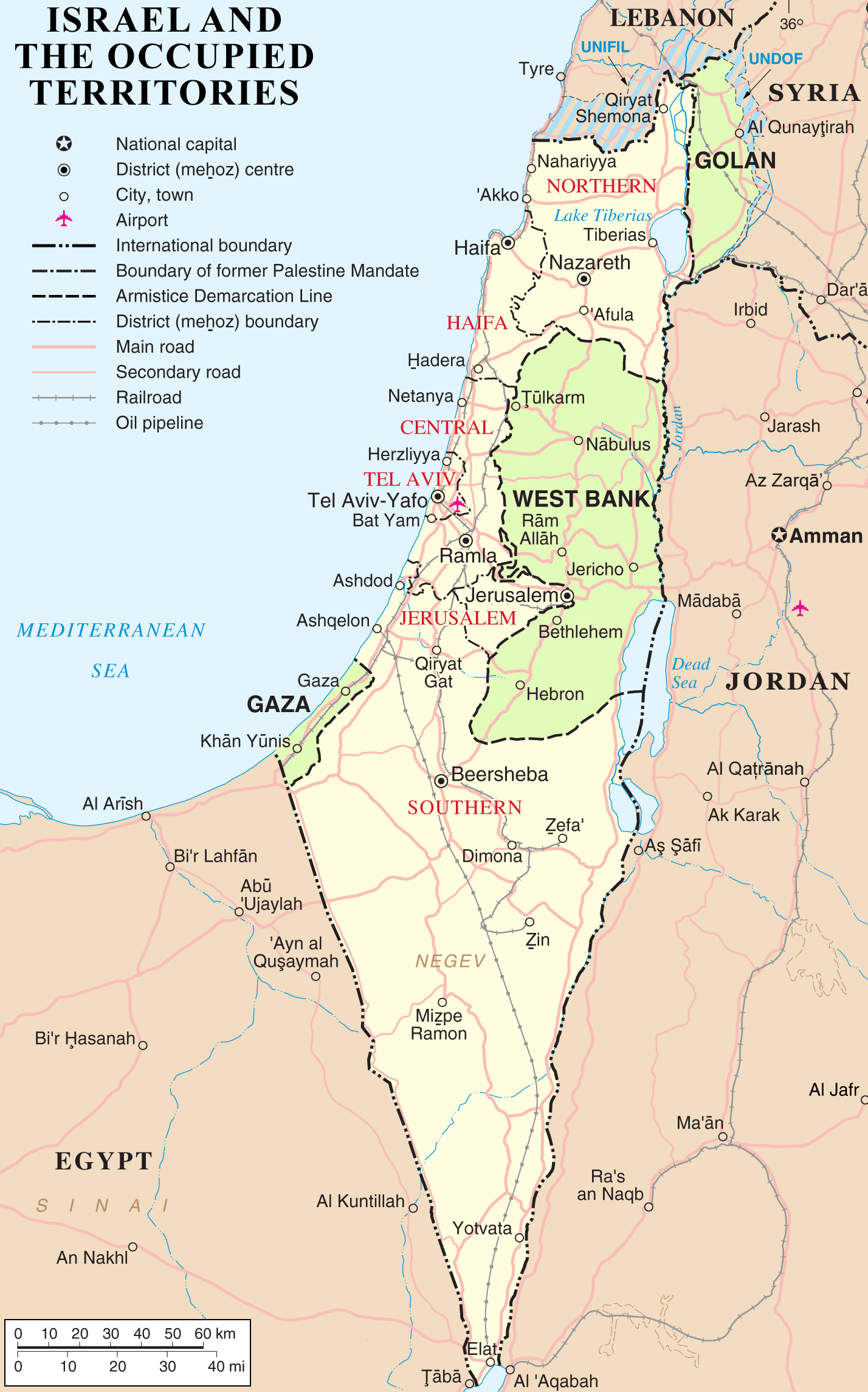
Mappa della Nazioni Unite di Israele e dei territori che attualmente occupa (in verde).

Con territori occupati da Israele ci si riferisce alle aree dello Stato di Palestina, della Siria e del Libano soggette a occupazione militare da parte dello Stato di Israele.
L'occupazione ha avuto origine dalla guerra dei sei giorni del 1967 a partire dal Libano del Sud, dove l'esercito israeliano era particolarmente presente, è continuata durante la guerra civile in Libano e la guerra del Libano del 1978 mantenendo ed espandendo la presenza militare perlomeno fino al 2000, e prosegue sino a oggi. Il primo uso dell'espressione "territori occupati" proviene dal Consiglio di sicurezza delle Nazioni Unite nella sua Risoluzione 242 dopo la guerra dei sei giorni del 1967; tale risoluzione chiedeva «l'istituzione di una pace giusta e duratura in Vicino Oriente» da raggiungere con «l'applicazione di entrambi i seguenti principi: […] Ritiro delle forze armate israeliane dai territori occupati nel recente conflitto [per terminare] tutte le rivendicazioni o stati di belligeranza» e il «rispetto per il diritto di ogni stato dell'area di vivere in pace entro confini sicuri e riconosciuti».
Originariamente, i territori occupati includevano quattro aree: le siriane alture del Golan, l'egiziana penisola del Sinai, la striscia di Gaza occupata dall'Egitto e la Cisgiordania occupata dalla Giordania. Dal 1967 al 1981, le quattro aree sono state governate dal governatorato militare d'Israele e indicate dalle Nazioni Unite come "territori arabi occupati". Il governatorato militare d'Israele è stato abolito nel 1981, dopo il trattato di pace israelo-egiziano del 1979. In seguito al trattato, Israele ha restituito la penisola del Sinai all'Egitto, mentre le alture del Golan sono state incorporate nel distretto Settentrionale di Israele dalla legge sulle alture del Golan; la Cisgiordania ha continuato a essere amministrata tramite l'Amministrazione civile israeliana, che le Nazioni Unite continuarono a definire "territorio arabo occupato".
Nonostante l'eliminazione del governo militare, in linea con le richieste egiziane, il termine "territori arabi occupati" era rimasto in uso riferendosi alla Cisgiordania, compresa Gerusalemme Est, la striscia di Gaza e le alture del Golan occidentali. Dal 1999 all'inizio del 2013, il termine "territori palestinesi occupati" è stato utilizzato per riferirsi ai territori controllati dall'Autorità Nazionale Palestinese in Cisgiordania e nella striscia di Gaza.
La Corte internazionale di giustizia, l'Assemblea generale delle Nazioni Unite e il Consiglio di sicurezza delle Nazioni Unite hanno formalmente dichiarato Israele come "potenza occupante". Richard Falk, un rappresentante delle Nazioni Unite, ha definito l'occupazione di Israele «un affronto al diritto internazionale». L'Alta Corte di giustizia israeliana ha stabilito unilateralmente che Israele può mantenere l'occupazione della Cisgiordania come "occupazione belligerante"; secondo il Rapporto Sasson, la Corte suprema di Israele, in varie occasioni e composta da diversi giudici, ha ripetutamente affermato, per più di quattro decenni, che si applica il diritto internazionale alla presenza di Israele in Cisgiordania.
I governi israeliani hanno sempre evitato l'espressione "territori occupati" preferendogli "territori contesi" nel caso della Cisgiordania Ufficialmente Israele sostiene che la Cisgiordania è un "territorio conteso"..
Israele afferma che dal Piano di disimpegno unilaterale israeliano nel 2005, Israele non occupa più la striscia di Gaza. Tuttavia, poiché ha mantenuto un certo controllo sullo spazio aereo e sulla linea costiera di Gaza, lo Stato di Israele ha continuato a essere designato de facto come "potenza occupante" nella Striscia di Gaza dal Consiglio di sicurezza delle Nazioni Unite, dall'Assemblea generale delle Nazioni Unite e da diversi paesi e da organizzazioni per la tutela dei diritti umani.

## Panoramica
Il significato della designazione di questi territori come occupati militarmente è che certi obblighi legali ricadono sulla potenza occupante secondo il diritto internazionale. Secondo il diritto internazionale ci sono alcune leggi di guerra che regolano l'occupazione militare, incluse le convenzioni dell'Aia del 1899 e del 1907 e la quarta convenzione di Ginevra. Uno di questi obblighi è il mantenimento dello "status quo" fino alla firma di un trattato di pace, la risoluzione delle condizioni specifiche delineate in un trattato di pace o la formazione di un nuovo governo civile.
Israele contesta se, e in tal caso fino a che punto, sia una potenza occupante in relazione ai territori palestinesi e se gli insediamenti israeliani in questi territori siano in violazione degli obblighi di Israele in quanto potenza occupante, se ciò costituisce una grave violazione delle convenzioni di Ginevra e se gli insediamenti costituiscono crimini di guerra. Nel 2015, oltre 800.000 israeliani risiedevano sulle linee di armistizio del 1949, costituendo quasi il 13% della popolazione ebraica israeliana.
|                                                         | Penisola del Sinai                                       | Libano del Sud                                        | Alture del Golan                                                                                       | Cisgiordania (esclusa Gerusalemme Est)                                                      | Gerusalemme Est                                                      | Striscia di Gaza                                          |
| ------------------------------------------------------- | -------------------------------------------------------- | ----------------------------------------------------- | --- | ------------------------------------------------------------------------------------------- | -------------------------------------------------------------------- | --------------------------------------------------------- |
| Periodo di occupazione                                  | 1956–1957, Governatorato militare di Israele (1967–1982) | Occupazione israeliana del Libano del Sud (1982–2000) | 1967–oggi                                                                                              | 1967–oggi                                                                                   | 1967–oggi                                                            | 1956–1957, 1967–2005 (diretta), 2005–oggi (indiretta)     |
| Rivendicata da                                          | Egitto (bandiera)                                        | Libano (bandiera)                                     | Fattorie di Sheb'a                                                                                     | (1967–1988) (1988–oggi)                                                                     | (1967–1988) (1988–oggi)                                              | (1967–1979) (1988–oggi)                                   |
| Amministrata da                                         | Egitto (bandiera)                                        | Libano (bandiera)                                     | Israele (bandiera)                                                                                     | ANP (Area A) (Aree B e C)                                                                   | Israele (bandiera)                                                   | Governo della strisce di Gaza da parte di Hamas           |
| Israele considera parte del suo territorio              | (NO)                                                     | (NO)                                                  | (SI), come parte del Distretto Settentrionale di Israele, a seguito della Legge sulle Alture del Golan | Parziale (aree B e C, compresi gli compresi gli insediamenti israeliani di Giudea e Samaria | (SI), come Gerusalemme indivisa a seguito della Legge su Gerusalemme | (NO) , ma con il controllo dei confini, marittimi e aerei |
| In passato parte del Mandato britannico della Palestina | (NO)                                                     | (NO)                                                  | Metà meridionale del confine Israele-Siria fino al 1923                                                | (SI)                                                                                        | (SI)                                                                 | (SI)                                                      |
| Contenente insediamenti israeliani                      | (NO) ; evacuata nel 1982                                 | (NO)                                                  | (SI)                                                                                                   | (SI)                                                                                        | (SI)                                                                 | (NO) ; evacuata nel 2005                                  |

## Penisola del Sinai
Israele conquistò la penisola del Sinai, togliendola all'Egitto, nel 1967 a seguito della guerra dei sei giorni. Sul territorio realizzò insediamenti lungo il golfo di Aqaba e nella parte nord-orientale, appena al di sotto della striscia di Gaza ed aveva in programma di espandere l'insediamento di Yamit trasformandolo in una città con una popolazione di 200.000 abitanti, sebbene la popolazione attuale di Yamit non abbia superato i 3.000. La penisola del Sinai venne restituita all'Egitto a partire dal 1979 come parte del trattato di pace tra Israele ed Egitto. Come richiesto dal trattato, Israele evacuò installazioni militari e insediamenti civili prima dell'istituzione di "relazioni normali e amichevoli" con l'Egitto. Israele smantellò diciotto insediamenti, due basi aeree, una base navale e altre installazioni nel 1982, comprese le risorse petrolifere sotto il controllo israeliano. L'evacuazione della popolazione civile, avvenuta nel 1982, necessitò la forza, in alcuni casi come quella di Yamit. Gli insediamenti furono demoliti, poiché si temeva che i coloni potessero provare a tornare alle loro case dopo l'evacuazione. Dal 1982, la penisola del Sinai non è stata considerata come territorio occupato.

## Libano del Sud
L'occupazione del Libano del Sud, da parte di Israele, ebbe luogo durante la guerra del Libano del 1982 e fu mantenuta per sostenere la milizia cristiana dell'Esercito del Libano del Sud (SLA). Nel 1982, le forze di difesa israeliane (IDF), le milizie alleate e l'Esercito del Libano del Sud conquistarono ampie zone del Libano, inclusa la capitale Beirut, durante le ostilità della guerra civile libanese. Successivamente, Israele si ritirò da alcune parti dell'area occupata, tra il 1983 e il 1985, ma tenne un controllo parziale della regione di confine conosciuta come "Cintura di sicurezza del Libano meridionale", inizialmente in coordinamento con l'autoproclamato Stato libero del Libano, che mantenne un'autorità limitata su parti del sud del Libano fino al 1984, e in seguito con l'Amministrazione della cintura di sicurezza del Libano del sud e con l'Esercito del Libano del Sud (derivazione dell'esercito del Libano libero), fino all'anno 2000. Lo scopo dichiarato di Israele, relativamente alla cintura di sicurezza, era quello di creare uno spazio che separasse le sue città sul confine settentrionale dai terroristi residenti in Libano.
Durante la permanenza nella cintura di sicurezza, l'IDF mantenne molte posizioni e sostenne lo SLA. Quest'ultimo assunse il mantenimento dell'ordine nella zona di sicurezza, inizialmente come forza ufficiale dello Stato del Libano libero e successivamente come milizia alleata. In particolare, l'Esercito del Libano del Sud controllava la prigione di Khiam. Inoltre, le forze delle Nazioni Unite (ONU) e la UNIFIL vennero schierate nella cintura di sicurezza (dalla fine dell'operazione Litani nel 1978).
La striscia era larga pochi chilometri e consisteva in circa il 10% del territorio totale del Libano, che ospitava circa 150.000 persone, ripartite in 67 villaggi e città, costituite da sciiti, maroniti e drusi (la maggior parte dei quali vivevano nella città di Hasbaya). Nella zona centrale della Striscia c'era la città maronita di Marjayoun, che era la capitale della cintura di sicurezza. I residenti rimasti nella zona di sicurezza ebbero molti contatti con Israele, e molti dei suoi abitanti lavoravano in Israele e fruivano di molti servizi.
Prima dell'elezione israeliana del maggio 1999, il primo ministro di Israele, Ehud Barak, promise che entro un anno tutte le forze israeliane si sarebbero ritirate dal Libano. Quando fallirono i negoziati tra Israele e la Siria - l'obiettivo dei negoziati era creare un accordo di pace tra Israele e Libano, a causa dell'occupazione siriana del Libano fino al 2005 - Barak guidò il ritiro dell'IDF israeliano dalla frontiera libanese il 24 maggio 2000. Nessun soldato venne ucciso o ferito durante il riposizionamento sul confine internazionalmente noto come Linea Blu.

## Alture del Golan

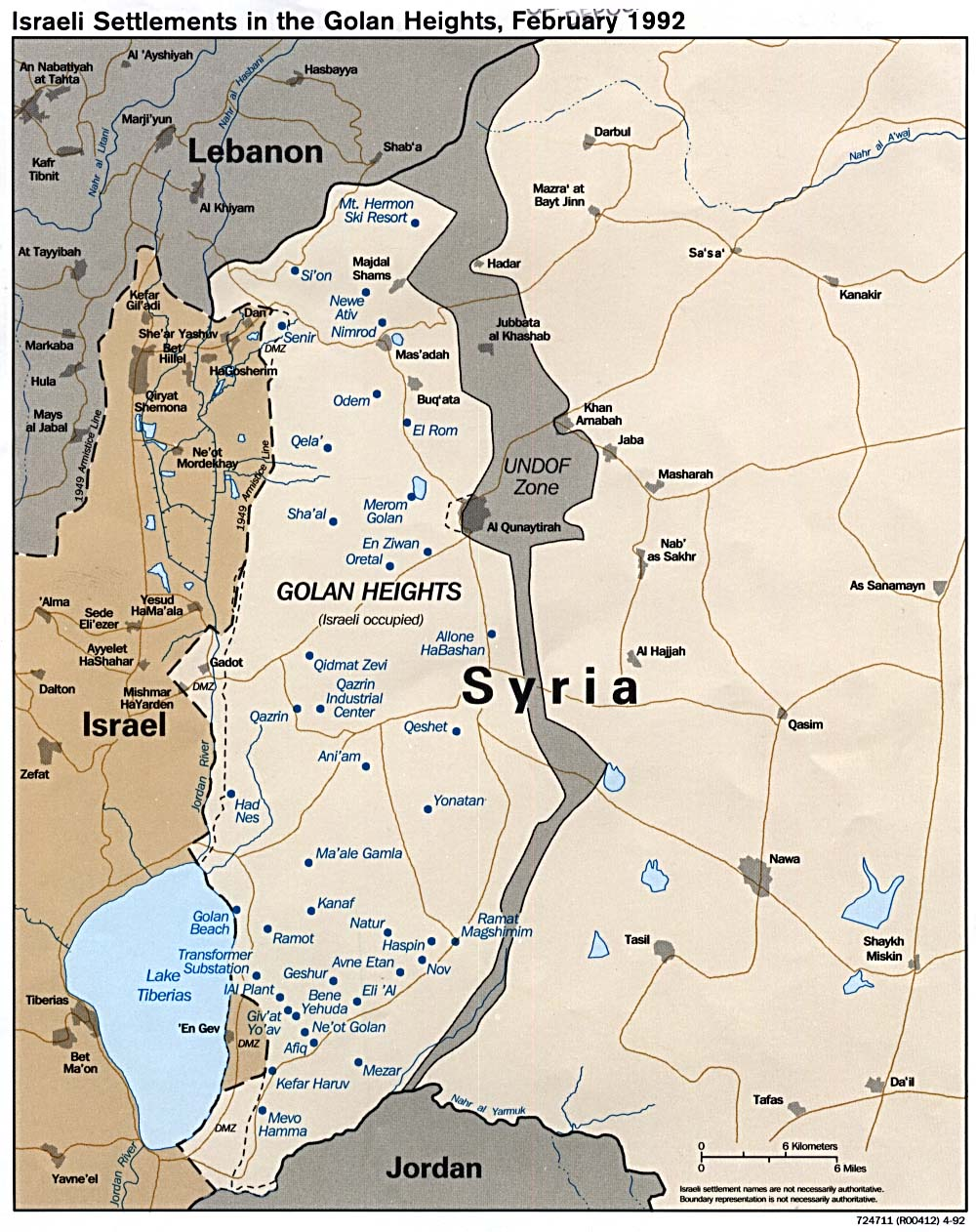
Mappa delle alture del Golan dal 1974

Israele conquistò le alture del Golan, sottraendole alla Siria, nel 1967 durante la guerra dei sei giorni. L'11 giugno 1967 venne firmato un cessate il fuoco e le alture del Golan passarono sotto l'amministrazione di Israele. La Siria respinse la risoluzione 242 del Consiglio di sicurezza delle Nazioni Unite del 22 novembre 1967, che chiedeva il ritorno dei territori statali occupati da Israele in cambio di relazioni pacifiche. Israele aveva accettato la risoluzione 242 in un discorso al Consiglio di sicurezza del 1º maggio 1968. Nel marzo 1972, la Siria "condizionalmente" accettò la risoluzione 242 e nel maggio 1974 fu firmato l'accordo sul disimpegno tra Israele e Siria.
Nella guerra del Kippur del 1973, la Siria tentò di riconquistare militarmente le alture del Golan, ma il tentativo non ebbe successo. Israele e Siria firmarono un accordo di cessate il fuoco, nel 1974, che lasciò quasi tutte le alture sotto il controllo israeliano, mentre restituiva una stretta zona demilitarizzata al controllo siriano. Nel 1974 venne istituita una forza di osservazione delle Nazioni Unite come cuscinetto tra le due parti. A seguito della parziale accettazione, da parte della Siria, della Risoluzione 338 del Consiglio di sicurezza delle Nazioni Unite, che stabiliva il cessate il fuoco alla fine della guerra del Kippur, la Siria accettò anche la risoluzione 242.
Il 14 dicembre 1981, Israele approvò la legge sulle Alture del Golan, estendendo l'amministrazione e le leggi israeliane sul territorio conquistato, ma evitò espressamente di usare il termine "annessione" per descrivere il cambiamento di status. Tuttavia, il Consiglio di sicurezza dell'ONU respinse l'annessione "de facto" con la risoluzione 497 del Consiglio di sicurezza delle Nazioni Unite, che dichiarò la legge "nulla e senza effetti giuridici internazionali ", e di conseguenza continuava a considerare le alture del Golan come un territorio occupato da Israele. La misura venne criticata anche da altri paesi, sia come illegale che non utile al processo di pace in Medio Oriente.
La Siria richiese la restituzione delle alture del Golan, mentre Israele mantenne una politica di "terra per la pace" basata sulla risoluzione 242. I primi colloqui pubblici ad alto livello, che miravano a una risoluzione delle relazioni bilaterali tra Israele e Siria, si svolsero durante e dopo la conferenza di Madrid del 1991. Durante tutti gli anni 1990 diversi governi israeliani negoziarono con il presidente della Siria Hafiz al-Asad, ma nonostante fossero stati fatti seri progressi, non si riuscì ad arrivare ad un accordo.
Nel 2004, vi erano 34 insediamenti sulle alture del Golan, popolati da circa 18.000 persone. Nel 2010, si stimava che 20.000 coloni israeliani e 20.000 siriani vivessero nel territorio. Tutti gli abitanti erano considerati cittadini israeliani, potendo ottenere una patente di guida israeliana e di viaggiare liberamente in tutto Israele, ma i residenti non ebrei, per la maggior parte drusi, non accettarono la cittadinanza israeliana.
Nelle alture del Golan esiste un'altra area occupata da Israele, vale a dire le fattorie di Sheb'a. La Siria e il Libano hanno affermato che le fattorie appartengono al Libano e nel 2007 un cartografo delle Nazioni Unite giunse alla conclusione che "le fattorie di Sheb'a appartengono effettivamente al Libano" (contrariamente a quanto sostenuto da Israele). L'ONU ha poi affermato che "Israele dovrebbe rinunciare al controllo di quest'area".

## Territori palestinesi

### Antefatto
Entrambi questi territori facevano parte del mandato britannico della Palestina, ed entrambi avevano popolazioni composte principalmente da palestinesi arabi, compreso un numero significativo di rifugiati che erano fuggiti o stati espulsi da Israele, dal territorio controllato da Israele dopo la guerra arabo-israeliana del 1948. Oggi, i palestinesi sono circa la metà della popolazione della Giordania.
La Giordania occupò la Cisgiordania, inclusa Gerusalemme Est, dal 1948 al 1967, annettendola nel 1950 e concedendo la cittadinanza giordana ai residenti nel 1954 (le richieste di annessione e le concessioni di cittadinanza furono revocate nel 1988 quando la Giordania accettò l'Organizzazione per la Liberazione della Palestina (OLP) come unico rappresentante del popolo palestinese). L'Egitto amministrò la striscia di Gaza dal 1948 al 1967, ma non l'annetté né concesse la cittadinanza egiziana ai cittadini di Gaza.

### Cisgiordania

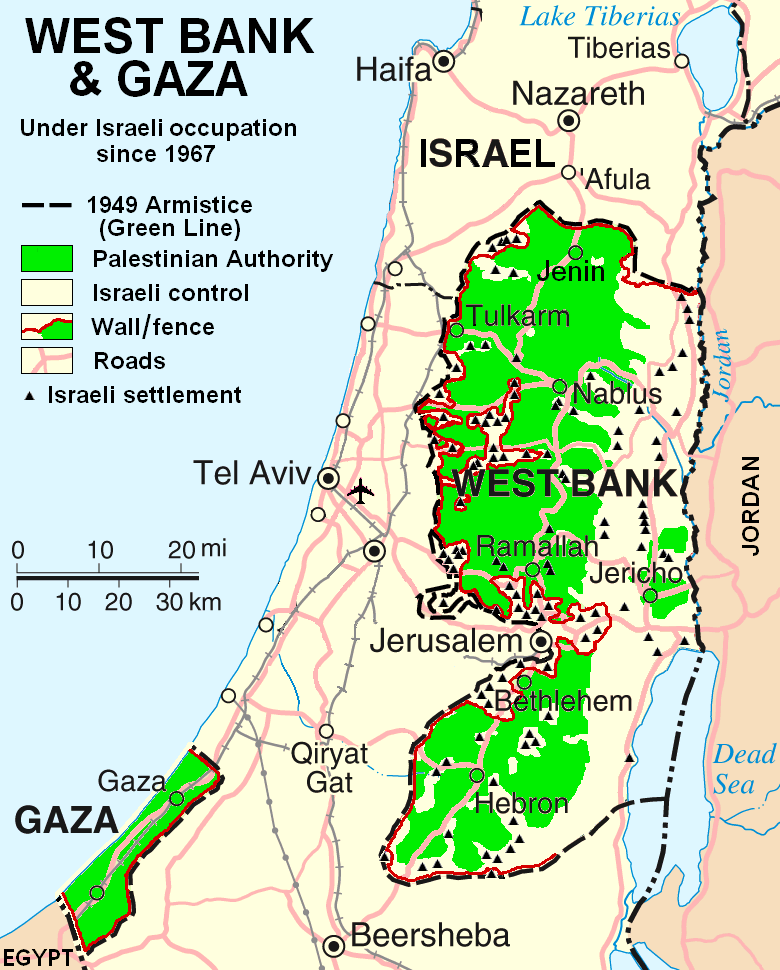
Mappa della Cisgiordania e della striscia di Gaza, 2007

La Cisgiordania fu assegnata allo stato arabo dal Piano di partizione della Palestina, ma venne annessa da parte della Transgiordania, dopo la guerra del 1948. Nell'aprile del 1950, la Giordania (ex Transgiordania) annetté la Cisgiordania, ma l'annessione venne riconosciuta soltanto da Regno Unito e Pakistan.
Nel 1967, la Cisgiordania passò sotto l'amministrazione militare israeliana. Israele mantenne il sistema di governo del "sindaco mukhtar" ereditato dalla Giordania, e i successivi governi iniziarono a sviluppare infrastrutture nei villaggi arabi sotto il suo controllo. Come risultato della "legge dell'enclave", vennero applicate vaste porzioni della legge civile israeliana agli insediamenti israeliani e ai residenti israeliani nei territori occupati.
Sin dalle lettere di riconoscimento dell'Organizzazione per la Liberazione della Palestina (OLP) del 1993, la maggior parte della popolazione palestinese e delle città passarono sotto la giurisdizione dell'Autorità Nazionale Palestinese, con solo un parziale controllo militare israeliano, sebbene Israele abbia spesso ridistribuito le sue truppe e ripristinato la piena amministrazione militare in varie parti dei due territori.
Il 31 luglio 1988, la Giordania rinunciò alle sue rivendicazioni nei confronti della Cisgiordania a favore dell'OLP.
Nel 2000, il governo israeliano iniziò a costruire delle barriere all'interno della Cisgiordania, separando Israele e molti dei suoi insediamenti, nonché un numero significativo di palestinesi, dal resto della Cisgiordania. Il governo dello Stato di Israele approvò un piano per costruire una barriera di separazione la cui lunghezza totale sarebbe stata approssimativamente di 760 km., costruita principalmente in Cisgiordania e in parte lungo la linea di armistizio del 1949, detta "Linea verde" tra Israele e la Cisgiordania palestinese. Il 12% della Cisgiordania rientrò nel territorio israeliano.
Nel 2004, la Corte internazionale di giustizia emise un parere consultivo affermando che la barriera violava il diritto internazionale. Il parere sosteneva che "Israele non può fare affidamento su un diritto di autodifesa o su uno stato di necessità al fine di precludere l'illecito della costruzione del muro". Tuttavia, il governo israeliano diede la sua giustificazione per la costruzione di questa barriera attraverso il primo ministro Ehud Barak, il quale affermò che il muro è "essenziale per la nazione palestinese al fine di promuovere la sua identità e indipendenza nazionale senza dipendere dallo Stato di Israele". La Corte Suprema israeliana, in qualità di Alta Corte di Giustizia, dichiarò che Israele aveva occupato le zone della Giudea e della Samaria in belligerante occupazione, dal 1967. La corte dichiarò anche che erano applicabili le disposizioni normative del diritto internazionale pubblico in materia di occupazione belligerante. Vennero citati i regolamenti concernenti le leggi e le usanze della guerra terrestre, della convenzione dell'Aia del 1907 e la quarta convenzione di Ginevra, relative alla protezione delle persone civili al tempo della guerra del 1949.
Sono circa 300.000 i coloni israeliani che vivono in Cisgiordania lungo la barriera israeliana (altri 200.000 vivono a Gerusalemme Est e 50.000 nella terra di nessuno dell'ex accordo israelo-giordano). La barriera ha molti effetti negativi sui palestinesi, tra cui libertà ridotte, chiusura di strade, perdita di terra, maggiore difficoltà nell'accesso ai servizi medici ed educativi in Israele, accesso limitato alle risorse idriche ed altri effetti economici. Per quanto riguarda la violazione della libertà dei palestinesi, in un rapporto del 2005, le Nazioni Unite hanno dichiarato che: [47]
... è difficile esagerare l'impatto umanitario della barriera. Il percorso all'interno della Cisgiordania mette in pericolo le comunità, l'accesso delle persone ai servizi, mezzi di sussistenza e servizi religiosi e culturali. Inoltre, i piani per l'esatto percorso della Barriera e i punti di attraversamento spesso non vengono rivelati completamente fino a pochi giorni prima dell'inizio della costruzione. Ciò ha portato ad un considerevole stato di ansia tra i palestinesi sul futuro delle loro vite... La terra tra la Barriera e la Linea Verde è una delle aree più fertili della Cisgiordania; vi abitano 49.400 palestinesi che vivono in 38 villaggi e città.
Il 6 febbraio 2017, la Knesset ha votato la controversa Regulation Law, mirante a legalizzare retroattivamente da 2.000 a 4.000 insediamenti israeliani nell'area C. L'8 febbraio, la legge è stata appellata alla Corte suprema d'Israele.

### Striscia di Gaza
La striscia di Gaza fu assegnata allo stato arabo a seguito del Piano di partizione del 1947 delle Nazioni Unite, ma fu occupata dall'Egitto dopo la guerra del 1948.
Tra il 1948 e il 1967, la striscia di Gaza fu sotto l'amministrazione militare egiziana, essendo ufficialmente sotto la giurisdizione del governo di tutta la Palestina finché, nel 1959, fu incorporata nella Repubblica Araba Unita, di fatto sotto il diretto Governatorato militare egiziano.
Tra il 1967 e 1993, passò sotto l'amministrazione militare israeliana. Nel 1979, l'Egitto rinunciò alla rivendicazione sulla striscia di Gaza a seguito del trattato di pace israelo-egiziano del 1979.
Sin dalla Lettera di riconoscimento tra Israele e Organizzazione per la Liberazione della Palestina (OLP) del 1993, la Striscia di Gaza passò sotto la giurisdizione dell'Autorità Nazionale Palestinese (ANP).
A luglio 2004, un parere della Corte internazionale di giustizia considerò Gaza come parte dei territori occupati.
Nel febbraio 2005, il governo israeliano votò per l'attuazione di un piano di disimpegno unilaterale dalla striscia di Gaza. Il piano iniziò ad essere implementato il 15 agosto 2005 e fu completato il 12 settembre dello stesso anno. Nell'ambito del piano, tutti gli insediamenti israeliani nella striscia di Gaza (e quattro in Cisgiordania) e nella zona industriale israeliana-palestinese di Erez furono smantellati con il contemporaneo trasferimento di tutti i 9.000 coloni israeliani (la maggior parte nella zona di insediamento Gush Katif nel sud-ovest della Striscia) e delle basi militari. Alcuni coloni opposero resistenza all'ordine e vennero trasferiti con la forza da parte dell'IDF. Il 12 settembre 2005 il governo israeliano dichiarò formalmente la fine dell'occupazione militare israeliana della striscia di Gaza. Per evitare le accuse di essere ancora presente in qualche parte della Striscia, si ritirò anche dalla Philadelphi Route, che è una stretta lingua di terra adiacente al confine della Striscia con l'Egitto, dopo l'accordo egiziano di assicurarsi la sua parte il confine. Secondo gli accordi di Oslo, la Philadelphi Route doveva rimanere sotto il controllo israeliano per impedire il contrabbando di materiali (come le munizioni) e il passaggio di persone oltre il confine con l'Egitto. Con l'Egitto che accettava di pattugliare il suo lato del confine, si sperava che l'obiettivo sarebbe stato raggiunto. Tuttavia, Israele mantenne il controllo sugli attraversamenti dentro e fuori Gaza. Il valico di Rafah, tra Egitto e Gaza, era controllato dall'esercito israeliano attraverso speciali telecamere di sorveglianza. Documenti ufficiali come passaporti, carte d'identità, esportazione e importazione di documenti, e molte altre cose dovevano essere approvati dall'esercito israeliano.
Israele sosteneva che Gaza non era più occupata, in quanto lo stato ebraico non esercitava un controllo o un'autorità effettiva su alcun territorio o istituzione nella striscia di Gaza. Il ministro israeliano degli affari esteri, Tzipi Livni affermò, nel gennaio 2008: "Israele è uscito da Gaza. Ha smantellato i suoi insediamenti. Nessun soldato israeliano è rimasto dopo il disimpegno." Israele affermò anche che Gaza non apparteneva a nessuno stato sovrano.
Immediatamente dopo il ritiro israeliano del 2005, il presidente dell'Autorità Nazionale Palestinese, Mahmūd Abbās, dichiarò, "non è cambiato lo status legale delle aree che avrebbero dovuto essere evacuate". Anche l'Osservatorio sui diritti umani contestò quella fine dell'occupazione. Le Nazioni Unite, l'Osservatorio sui diritti umani e molti altri organismi internazionali ed ONG continuarono a considerare Israele come potenza occupante della Striscia di Gaza poiché controllava la Striscia, lo spazio aereo e le acque territoriali nonché il movimento di persone e/o merci all'interno o all'esterno di Gaza per via aerea e marittima.
L'Ufficio per il coordinamento degli affari umanitari delle Nazioni Unite mantiene un presidio sul "Territorio palestinese occupato", che si occupa della striscia di Gaza. Nella sua dichiarazione sul conflitto Israele-Gaza 2008-2009, Richard Falk, relatore speciale delle Nazioni Unite, nella "Situazione dei diritti umani nei Territori palestinesi" scrisse che il diritto internazionale umanitario si applicava a Israele "riguardo agli obblighi di una potenza occupante e ai requisiti delle leggi di guerra". In un'intervista del 2009 su Democracy Now, Christopher Gunness, portavoce dell'Agenzia delle Nazioni Unite per i rifugiati e la Palestina nel Vicino Oriente (UNRWA) sostenne che "Israele è una potenza occupante". Tuttavia, Meagan Buren, consigliere anziano del Progetto Israele, un gruppo di media filo-israeliani, contestò tale affermazione.
Nel 2007, dopo che Hamas sconfisse Fatah nella battaglia di Gaza e prese il controllo della striscia, Israele impose un blocco su Gaza. Nel 2008 continuarono gli attacchi missilistici palestinesi e le incursioni israeliane, come l'operazione Inverno caldo. Nel giugno 2008 venne firmato un cessate il fuoco di sei mesi, che venne violato diverse volte, sia da Israele che da Hamas. Alla sua scadenza, Hamas annunciò che non era disposta a rinnovare il cessate il fuoco senza un miglioramento dei termini. Alla fine di dicembre 2008 le forze israeliane diedero inizio all'operazione Piombo fuso, provocando la guerra di Gaza che provocò la morte di un numero di palestinesi oscillante tra 1.166 e 1.417 (secondo le diverse fonti) e di 13 israeliani.
Nel gennaio 2012, il portavoce del Segretario generale delle Nazioni Unite affermò che in attuazione delle risoluzioni del Consiglio di sicurezza e dell'Assemblea generale, l'ONU considerava ancora Gaza come parte del Territorio palestinese occupato.

Grande Gerusalemme, maggio 2006. Mappa della CIA con Gerusalemme Est, la Linea Verde e I confini della città di Gerusalemme ampliati unilateralmente da Israele, il 28 giugno 1967, annessi dalla Knesset (30 luglio 1980), e modificati ed ampliati nel febbraio 1992.

### Gerusalemme Est
Gerusalemme ha creato ulteriori problemi in relazione alla questione se sia o meno territorio occupato. Il piano di partizione delle Nazioni Unite del 1947 aveva previsto che tutta Gerusalemme sarebbe stata una città internazionale all'interno di un'area, anch'essa internazionale che includeva Betlemme, per almeno dieci anni, dopo di che ai residenti sarebbe stato permesso di votare un referendum e il problema avrebbe potuto essere riesaminato dal Consiglio di amministrazione fiduciaria.
Tuttavia, dopo la guerra arabo-israeliana del 1948, la Giordania conquistò Gerusalemme Est e la città Vecchia, mentre Israele prese e annetté la parte occidentale di Gerusalemme. La Giordania annetté Gerusalemme Est ed il resto della Cisgiordania, nel 1950, come fiduciaria temporanea, su richiesta di una delegazione palestinese, e nonostante fosse stata riconosciuta soltanto da due paesi, non venne condannata dal Consiglio di sicurezza delle Nazioni Unite. Il Regno Unito non riconobbe il territorio come appartenente alla sovranità della Giordania. Israele conquistò Gerusalemme Est, sottraendola alla Giordania, nel 1967 in seguito alla guerra dei sei giorni. Il 27 giugno, Israele estese le sue leggi, giurisdizione e amministrazione su Gerusalemme Est e su molte città e villaggi vicini, e incorporò l'area nella Municipalità di Gerusalemme. Nel 1980, la Knesset approvò la legge su Gerusalemme, che fu dichiarata Legge principale, la quale dichiarava Gerusalemme come la "completa e unita" capitale di Israele. Tuttavia, il Consiglio di sicurezza delle Nazioni Unite, con la Risoluzione 478 dichiarava "nulla" la decisione e che "doveva essere immediatamente annullata". La comunità internazionale non riconosce la sovranità israeliana su Gerusalemme Est e la considera territorio occupato.
La risoluzione 478 del Consiglio di sicurezza delle Nazioni Unite invitò i Paesi che avevano mantenuto le loro delegazioni diplomatiche in Israele a Gerusalemme, di trasferirle fuori città. La maggior parte delle nazioni con le ambasciate a Gerusalemme aderirono e trasferirono le loro ambasciate a Tel Aviv o in altre città israeliane prima dell'adozione della Risoluzione 478. In seguito ai ritiri di Costa Rica e El Salvador, nell'agosto 2006, nessun paese mantiene la sua ambasciata a Gerusalemme, sebbene Paraguay e Bolivia avessero avuto una volta la loro nella vicina Mevaseret Zion. Il Congresso degli Stati Uniti d'America approvò il Jerusalem Embassy Act nel 1995, affermando che "Gerusalemme dovrebbe essere riconosciuta come la capitale dello Stato di Israele e che l'Ambasciata degli Stati Uniti in Israele dovrebbe essere trasferita a Gerusalemme entro il 31 maggio del 1999." Come risultato del Jerusalem Embassy Act i documenti e i siti web ufficiali degli Stati Uniti si riferiscono a Gerusalemme come capitale d'Israele. Fino a maggio 2018, la legge non era mai stata implementata, perché i successivi presidenti degli Stati Uniti Clinton, Bush e Obama esercitarono la rinuncia presidenziale sulla legge, citando interessi di sicurezza nazionale. Il 14 maggio 2018, gli Stati Uniti hanno aperto la propria Ambasciata a Gerusalemme.

## Panoramica sulla terminologia usata

### Visione palestinese
Al Haq, un'organizzazione indipendente palestinese per i diritti umani con sede a Ramallah in Cisgiordania e affiliata della Commissione internazionale dei giuristi, ha affermato che "Come notato nell'articolo 27 della Convenzione di Vienna sul diritto dei trattati, una parte non può invocare le disposizioni del proprio diritto interno come giustificazione per la mancata esecuzione di un trattato. In quanto tale, l'affidamento israeliano alla legge locale non giustifica le sue violazioni dei suoi obblighi giuridici internazionali". Inoltre, la missione palestinese alle Nazioni Unite ha sostenuto che:
(Art. 27)

### Visione israeliana
Il governo israeliano sostiene, che secondo il diritto internazionale lo status della Cisgiordania è quello di "territorio contestato".
La questione è importante se lo status di "territori occupati" ha un rapporto con i doveri e i diritti legali di Israele verso la controparte. Pertanto, la questione è stata discussa in vari forum tra cui l'ONU.

#### Decisioni legali israeliane
In due decisioni prese poco dopo l'indipendenza, nei casi Shimshon e Stampfer, la Corte suprema di Israele ha ritenuto che le regole fondamentali del diritto internazionale, accettate come vincolanti da tutte le nazioni "civilizzate", fossero incorporate nell'ordinamento giuridico interno di Israele. Il Tribunale Militare di Norimberga stabilì che gli articoli annessi alla IV convenzione dell'Aja del 1907 erano leggi consuetudinarie che erano state riconosciute da tutte le nazioni civili. In passato, la Corte Suprema ha sostenuto che la Convenzione di Ginevra nella misura in cui non è supportata dalla legislazione nazionale "non vincola questa Corte, poiché la sua applicazione è una questione per gli stati che sono parti della Convenzione". Ha deciso che "il diritto internazionale convenzionale non entra a far parte della legge israeliana attraverso l'incorporazione automatica, ma solo se è adottato o combinato con la legge israeliana mediante l'emanazione della legislazione primaria o sussidiaria da cui deriva la sua forza". Tuttavia, nella stessa decisione, la Corte ha statuito che si applicavano le regole della IV Convenzione dell'Aia che disciplinano l'occupazione belligerante, poiché quelle erano riconosciute come diritto internazionale consuetudinario.

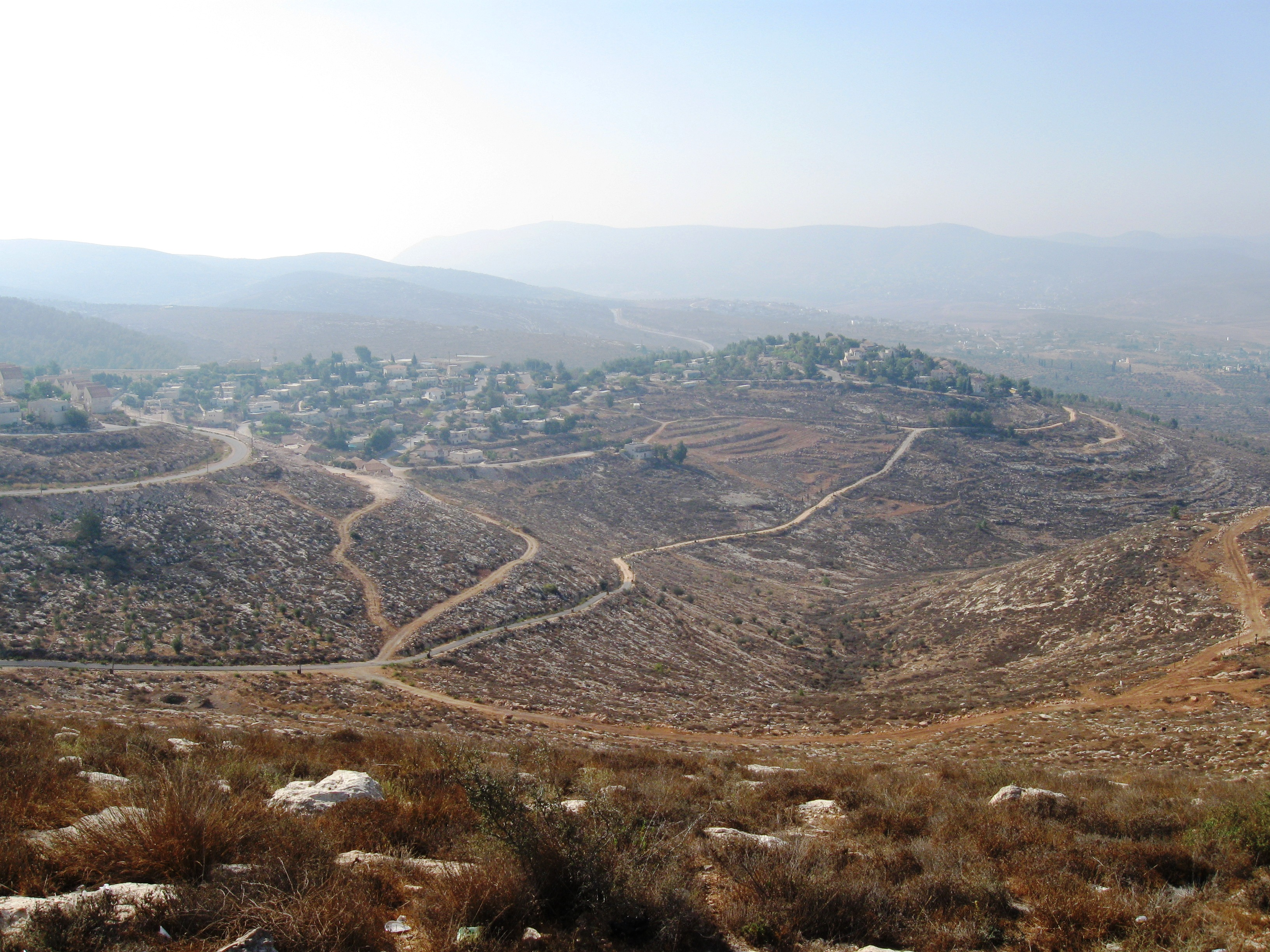
L'insediamento Elon Moreh, 2008

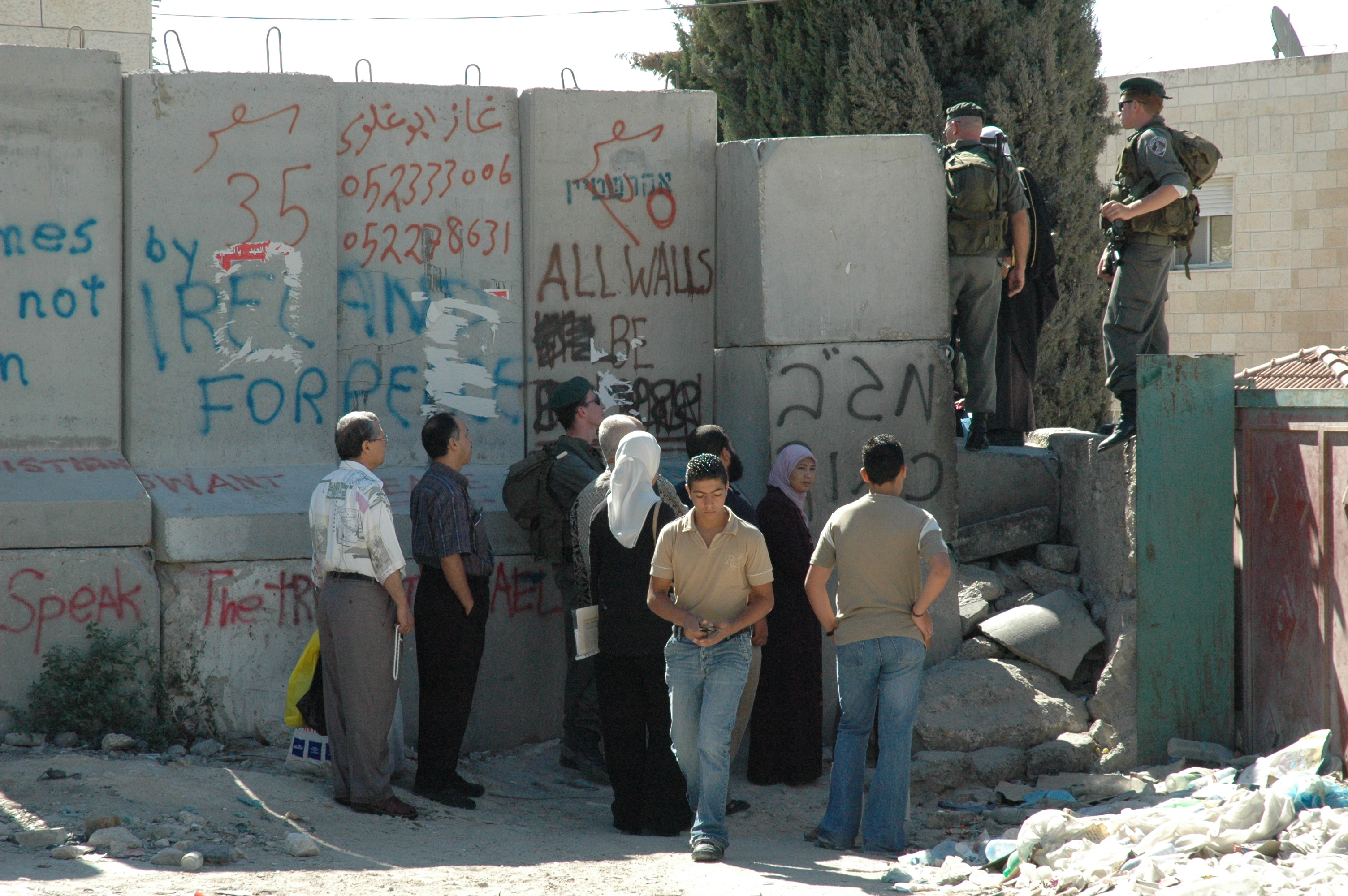
Un posto di blocco militare lungo il tracciato della barriera della Cisgiordania, vicino ad Abu Dis

L'Alta Corte di giustizia israeliana determinò, nel caso Elon Moreh del 1979, che l'area in questione era sotto occupazione e che di conseguenza solo il comandante militare dell'area poteva requisire terreni secondo l'Articolo 52 dei regolamenti allegati alla IV convenzione dell'Aia. La necessità militare era stata un ripensamento nella pianificazione di porzioni dell'insediamento di Elon Moreh. Tale situazione non soddisfaceva le precise restrizioni stabilite negli articoli della Convenzione dell'Aia, pertanto la Corte dichiarò che l'ordine di richiesta era stato invalido e illegale. Negli ultimi decenni, il governo di Israele ha discusso davanti alla Corte Suprema che la sua autorità nei territori si basa sul diritto internazionale di "occupazione belligerante", in particolare sulle convenzioni dell'Aia. La corte ha confermato questa interpretazione molte volte, ad esempio nelle sue sentenze del 2004 e del 2005 sulla barriera di separazione della Cisgiordania.
Nella sua sentenza del giugno 2005, che confermava la costituzionalità del [disimpegno di Gaza], la Corte ha stabilito che "la Giudea e la Samaria" [Cisgiordania] e l'area di Gaza sono terre conquistate durante la guerra e non fanno parte di Israele:
(Alta corte di Giustizia di Israele)

#### Punto di vista legale e politico di Israele
Subito dopo la guerra del 1967, Israele emise un ordine militare affermando che "le convenzioni di Ginevra si applicano ai territori occupati di recente", ma questo ordine venne annullato pochi mesi dopo. Per un certo numero di anni, Israele ha sostenuto per vari motivi che le Convenzioni di Ginevra non si applicano. Uno è la teoria di Missing Reversioner la quale sostiene che le convenzioni di Ginevra si applicano solo al territorio sovrano di un'alta parte contraente e quindi non sono applicabili, in questo caso, poiché la Giordania non ha mai esercitato la sovranità sulla regione. Tuttavia, tale interpretazione non è condivisa dalla comunità internazionale. L'applicazione della Convenzione di Ginevra ai Territori palestinesi occupati è stata ulteriormente confermata dalla Corte internazionale di giustizia, dall'Assemblea generale delle Nazioni Unite, dal Consiglio di sicurezza delle Nazioni Unite e dalla Corte suprema israeliana.
Nei casi precedenti alla decisione dell'Alta Corte di Giustizia israeliana il governo ha convenuto che l'autorità del comandante militare è ancorata alla IV Convenzione Relativa alla protezione delle persone civili in tempo di guerra, e che si applicano le norme umanitarie della IV Convenzione di Ginevra. Il Ministero degli Affari Esteri israeliano afferma che la Corte suprema di Israele ha stabilito che la IV Convenzione di Ginevra e alcune parti del Protocollo aggiuntivo I riflettono il diritto internazionale consuetudinario applicabile nei territori occupati.
L'ex presidente della Corte suprema Meir Shamgar, seguendo un approccio diverso, ha scritto, negli anni 1970, che non esiste alcuna applicabilità de iure della IV convenzione di Ginevra del 1949 ai territori occupati, nel caso Cisgiordania e striscia di Gaza, dal momento che la convenzione "si basa sul presupposto che ci sia stato un sovrano estromesso e che questi sia stato un sovrano legittimo". Il diplomatico israeliano, Dore Gold, affermò che il termine "occupazione" ha permesso ai portavoce palestinesi di offuscare questa storia. Puntando ripetutamente su "occupazione", riescono ad invertire la causalità del conflitto, specialmente di fronte alla comunità occidentale. Pertanto, l'attuale disputa territoriale è presumibilmente il risultato di una decisione israeliana "di occupare", piuttosto che il risultato di una guerra imposta a Israele da una coalizione di stati arabi nel 1967.
Gershom Gorenberg, contestando queste opinioni, ha scritto che il governo israeliano sapeva fin dall'inizio che stava violando la convenzione di Ginevra creando insediamenti civili nei territori sotto l'amministrazione dell'IDF. Ha spiegato che come consulente legale del ministero degli esteri, Theodor Meron era l'esperto del governo israeliano in materia di diritto internazionale. Il 16 settembre 1967, Meron scrisse un appunto segreto ad Adi Yafeh, segretario politico del Primo Ministro, in merito a "Insediamento nei territori amministrati" che diceva "La mia conclusione è che l'insediamento civile nei territori amministrati contravviene alle disposizioni esplicite della IV Convenzione di Ginevra." Moshe Dayan scrisse un memorandum segreto, nel 1968, proponendo un massiccio insediamento nei territori in cui si diceva che "sistemare gli israeliani nel territorio amministrato, come è noto, è in contrasto con le convenzioni internazionali, ma non c'è nulla di sostanzialmente nuovo in ciò".
Diversi governi israeliani hanno fatto dichiarazioni politiche e molti dei cittadini e sostenitori di Israele hanno discusso sul fatto se i territori siano occupati o meno, e affermano che l'uso del termine "occupato" in relazione al controllo [di Israele] sulle aree non ha alcuna base nel diritto internazionale o nella storia, e che pregiudica l'esito di qualsiasi futuro processo di pace tra israeliani e palestinesi. Sostengono che è più corretto riferirsi ai territori come "contesi" piuttosto che "occupati" sebbene accettino di applicare le disposizioni umanitarie della IV Convenzione di Ginevra in attesa della risoluzione della controversia. Yoram Dinstein, ha respinto la posizione secondo cui essi non sono considerati "basati su dubbi motivi legali". Molti siti web del governo israeliano fanno riferimento alle aree come "territori occupati". Secondo la BBC, "Israele sostiene che le convenzioni internazionali relative alla terra occupata non si applicano ai territori palestinesi perché in primo luogo non erano sotto la legittima sovranità di alcuno stato".
Nel "Rapporto sullo stato giuridico delle costruzioni in Giudea e Samaria", di solito indicato come "Rapporto Levy", pubblicato nel luglio 2012, un comitato di tre membri guidato dall'ex giudice del tribunale della Corte suprema israeliana, Edmund Levy, nominato dal Primo Ministro Benjamin Netanyahu, giunge alla conclusione che la presenza di Israele in Cisgiordania non è un'occupazione in senso giuridico, e che gli insediamenti israeliani in quei territori non contravvengono al diritto internazionale. Il rapporto ha incontrato sia approvazione che aspre critiche in Israele e all'estero. Al luglio 2013, il rapporto non era stato presentato al governo israeliano o ad alcun organo parlamentare o governativo che avrebbe avuto il potere di approvarlo.

#### Punto di vista religioso di Israele

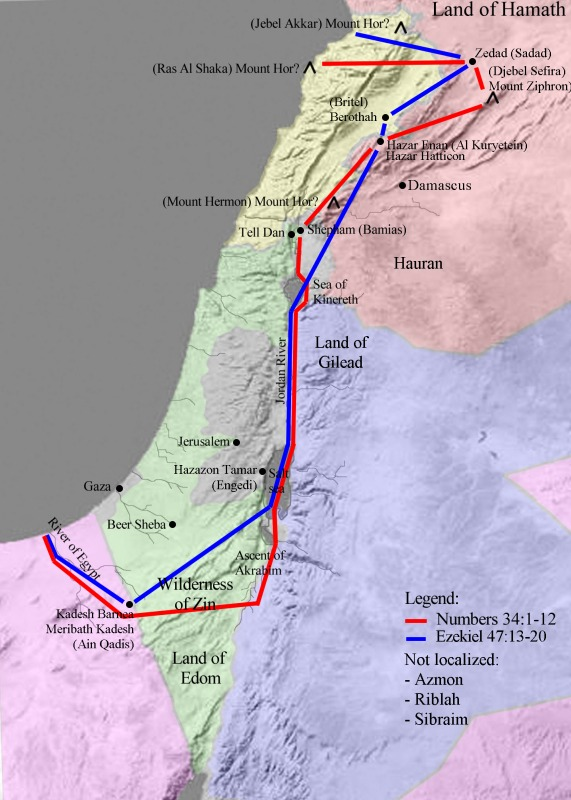
Mappa che mostra la Grande Israele, ovvero un'interpretazione dei confini della Terra di Israele, basata su versetti delle scritture trovati in Numeri ed Ezechiele, comprendente quasi tutti i territori occupati.

Secondo la visione della maggior parte dei componenti del sionismo religioso e di certe correnti dell'ebraismo ortodosso, non ci sono dubbi, e non possono essere, "territori occupati" perché tutta la Terra di Israele (in ebraico אֶרֶץ יִשְׂרָאֵל‎? ʼÉreṣ Yiśrāʼēl, Eretz Yisrael) appartiene agli ebrei, noti anche come figli di Israele, dai tempi dell'antichità biblica basati su vari passaggi della Bibbia ebraica.
La credenza religiosa ebraica secondo la quale l'area è un'eredità conferita da Dio al popolo ebraico si basa sulla Torah, in particolare sui libri della Genesi e dell'Esodo, oltre che sul libro dei Profeti. Secondo il Libro della Genesi, la terra era stata promessa da Dio ai discendenti di Abramo attraverso suo figlio Isacco ed agli Israeliti, discendenti di Giacobbe, nipote di Abramo. Una traduzione letterale del testo suggerisce che la promessa della terra è (od era una volta) una delle alleanze bibliche tra Dio e gli israeliti, come mostrano i seguenti versetti.
La definizione dei limiti di questo territorio varia tra i passaggi biblici e alcuni dei principali sono:
- Genesi 15:18–21[101]
- Esodo 23:28–33[102]
- Numeri 34:1–15[103]
- Deuteronomio 11:24[104]
- Deuteronomio 1:7[105]
- Ezechiele 47:13–20[106]

I confini della Terra di Israele sono diversi dai confini della storia dei regni israeliti. Gli stati di Bar Kokhba, il Regno di Erode, il Regno asmoneo, e forse il Regno Unito di Israele avevano dei confini differenti da quelli storici della Terra di Israele. L'attuale stato di Israele ha confini simili ma non identici.
Una piccola setta di ebrei Charedì, i Neturei Karta, si oppone al sionismo e chiede uno smantellamento pacifico dello Stato di Israele, nella convinzione che gli ebrei non potranno avere il loro stato fino alla venuta del Messia.

### Visione internazionale
Il termine ufficiale usato dal Consiglio di sicurezza delle Nazioni Unite per descrivere i territori occupati da Israele è "I territori arabi occupati sin dal 1967, comprendono Gerusalemme", usato ad esempio nelle risoluzioni 446 del 1979, 465 del 1980 e 484. Anche una conferenza tra le parti alla quarta convenzione di Ginevra, e il Comitato internazionale della Croce Rossa, hanno affermato che questi territori sono occupati e che ad essi si applicano le clausole della quarta convenzione di Ginevra relative ai territori occupati.
L'annessione, da parte di Israele, di Gerusalemme Est del 1980 e delle alture del Golan del 1981 non è stata riconosciuta da alcun paese. La risoluzione 478 del Consiglio di sicurezza delle Nazioni Unite dichiarò "nulla" l'annessione di Gerusalemme Est da parte di Israele, richiedendo che venisse revocata. La risoluzione 497 dichiarò "nulla" anche l'annessione delle alture del Golan. Dopo il ritiro di Israele dalla penisola del Sinai nel 1982, come parte del trattato di pace del 1979 tra Israele ed Egitto, il Sinai cessò di essere considerato territorio occupato. Mentre l'Autorità Nazionale Palestinese, l'Unione europea, la Corte internazionale di giustizia, l'Assemblea generale delle Nazioni Unite e il Consiglio di sicurezza delle Nazioni Unite considerano Gerusalemme Est come parte della Cisgiordania occupata da Israele, lo stato ebraico considera l'intera Gerusalemme come sua capitale e suo territorio sovrano.
La comunità internazionale ha formalmente affidato al Comitato internazionale della Croce rossa (CICR) il ruolo di garante sull'applicazione del diritto internazionale umanitario. Ciò comporta una funzione di controllo con la quale intraprendere azioni dirette per incoraggiare le parti in conflitto armato a rispettare il diritto umanitario internazionale. Il capo della delegazione della Croce Rossa Internazionale in Israele e nei Territori occupati ha affermato che la realizzazione di insediamenti israeliani nei territori occupati costituisce una grave violazione delle Convenzioni di Ginevra configurandosi come crimine di guerra.
Nel 1986, la Corte internazionale di giustizia stabilì che alcune parti delle convenzioni di Ginevra del 1949 si limitavano a dichiarare l'attuale diritto internazionale consuetudinario. Nel 1993, il Consiglio di sicurezza delle Nazioni Unite adottò una risoluzione vincolante del capo VII che istituiva un Tribunale penale internazionale per l'ex Jugoslavia. La risoluzione approvò uno statuto che affermava che il problema dell'aderenza di alcuni, ma non tutti gli Stati, alle Convenzioni di Ginevra non si pone, poiché al di là di ogni dubbio la Convenzione è dichiarativa del diritto internazionale consuetudinario. La successiva interpretazione della Corte internazionale di giustizia non supportò il punto di vista di Israele sull'applicabilità delle Convenzioni di Ginevra.
Nel luglio 2004, la Corte internazionale di giustizia espresse un parere sulle "Conseguenze legali della costruzione di un muro nei territori palestinesi occupati". La Corte osservò che ai sensi del diritto internazionale consuetudinario come illustrato nell'"Articolo 42 dei regolamenti allegati alla IV convenzione dell'Aia", un territorio è considerato occupato quando è posto sotto l'autorità dell'esercito nemico e l'occupazione si estende solo al territorio in cui tale autorità è stata stabilita e può essere esercitata. Israele sollevò una serie di eccezioni e obiezioni, ma la Corte li trovò non convincenti e stabilì che i territori erano stati occupati dalle forze armate israeliane nel 1967, durante il conflitto tra Israele e Giordania, e che i successivi eventi in quei territori non avevano fatto nulla per modificare la situazione.
I professori di diritto internazionale Orna Ben-Naftali ed Aeyal M. Gross hanno scritto, nel 2005, che l'occupazione stessa è a loro avviso illegale. Michael Lynk, relatore speciale delle Nazioni Unite sulla situazione dei diritti umani nei territori palestinesi occupati dal 1967, nel suo rapporto del 2017 all'Assemblea generale delle Nazioni Unite, ha affermato che l'occupazione stessa è diventata illegale e ha raccomandato di richiedere uno studio delle Nazioni Unite per determinare ciò e considerare la possibilità di chiedere un parere consultivo alla Corte internazionale di giustizia.

## Violazione del diritto internazionale
La realizzazione di insediamenti israeliani è ritenuta un trasferimento della popolazione civile israeliana nei territori occupati e come tale è illegale ai sensi della quarta convenzione di Ginevra. Questo è contestato da altri esperti legali che sostengono questa interpretazione della legge.
Nel 2000, i redattori dell'Accademia di diritto internazionale umanitario e dell'Annuario dei diritti umani della Palestina (1998-1999) hanno affermato che il "trasferimento, direttamente o indirettamente, da parte della potenza occupante, di parti della propria popolazione civile nel territorio occupato, o la deportazione o il trasferimento di tutta o parte della popolazione del territorio occupato all'interno o all'esterno di questo territorio", equivale a un crimine di guerra. Ritennero pertanto che ciò fosse ovviamente applicabile alle attività di insediamento israeliano nei territori arabi occupati.
Nel 2004 la Corte Internazionale di Giustizia, in un parere non vincolante, osservò che il Consiglio di sicurezza aveva descritto la politica e le pratiche di Israele, relative all'insediamento di parti della sua popolazione e nuovi immigrati nei territori occupati, come una "flagrante violazione" della Quarta Convenzione di Ginevra. La Corte concluse che gli insediamenti israeliani nel Territorio palestinese occupato (inclusa Gerusalemme Est) erano stati istituiti "in violazione del diritto internazionale" e che tutti gli Stati facenti parte della Convenzione di Ginevra avevano l'obbligo di garantire l'osservanza, da parte di Israele, del diritto internazionale come incorporato nella Convenzione.
Nel maggio 2012, i 27 ministri degli affari esteri dell'Unione europea pubblicarono un rapporto denunciando fortemente le politiche dello Stato di Israele nella Cisgiordania e constatando che gli insediamenti ivi realizzati erano da considerarsi illegali: "gli insediamenti rimangono illegali secondo il diritto internazionale, indipendentemente dalle recenti decisioni del governo israeliano. L'UE ribadisce che non riconoscerà alcun cambiamento dei confini precedenti al 1967, anche per quanto riguarda Gerusalemme, ad esclusione di quelli concordati tra le parti". La relazione di tutti i ministri degli esteri dell'UE criticò anche il fatto che il governo israeliano non aveva smantellato gli avamposti dei coloni, considerati illegali anche in base alla legge israeliana interna."
Israele negò che gli insediamenti israeliani fossero in violazione di qualsiasi legge internazionale. La Corte suprema israeliana deve ancora decidere sulla legalità degli insediamenti ai sensi della Convenzione di Ginevra.

### Rapporto delle Nazioni Unite del 2012 sugli insediamenti
La Commissione delle Nazioni Unite per i diritti umani ha deciso, nel marzo 2012, di istituire un gruppo incaricato di indagare "sulle implicazioni degli insediamenti israeliani sui diritti civili, politici, economici, sociali e culturali del popolo palestinese in tutto il territorio palestinese occupato, inclusa Gerusalemme Est." Per reazione, il governo israeliano ha cessato di collaborare con l'Alto commissario delle Nazioni Unite per i diritti umani e ha boicottato la Commissione per i diritti umani delle Nazioni Unite. Il governo degli Stati Uniti ha aderito alla richiesta del governo israeliano nel tentativo di ostacolare la formazione di un tale gruppo di lavoro.
Il 31 gennaio 2012 la "Missione internazionale di accertamento dei fatti sugli insediamenti israeliani nei territori palestinesi occupati" delle Nazioni Unite ha stilato un rapporto in cui si afferma che l'insediamento israeliano ha provocato una moltitudine di violazioni dei diritti umani palestinesi e che se Israele non sospenderà ogni attività immediatamente, iniziando a ritirare tutti i coloni dalla Cisgiordania, potrebbe potenzialmente essere sottoposta al giudizio della Corte penale internazionale. Ha affermato inoltre che Israele ha violato l'articolo 49 della quarta convenzione di Ginevra che vieta il trasferimento di civili della nazione occupante nel territorio occupato. Ha affermato inoltre che gli insediamenti stanno "portando ad un'annessione strisciante che impedisce la creazione di uno stato palestinese contiguo e vitale e mina il diritto del popolo palestinese all'autodeterminazione". Dopo l'ammissione della Palestina alle Nazioni Unite, come uno stato non membro nel settembre 2012, potenzialmente la sua richiesta potrebbe essere sottoposta al Tribunale internazionale. Il ministero degli Esteri israeliano ha risposto al rapporto dicendo che "Misure controproducenti - come la relazione contro di noi - ostacoleranno gli sforzi per trovare una soluzione sostenibile al conflitto israelo-palestinese. Il consiglio per i diritti umani si è tristemente distinto per la sua sistematica unilateralità e per un approccio parziale nei confronti di Israele".

### Direttive dell'Unione Europea del 2013 per il periodo 2014-2020
A seguito di una decisione dei ministri degli esteri dell'Unione europea, del dicembre 2012, in cui si afferma che "tutti gli accordi tra lo Stato di Israele e l'UE devono indicare inequivocabilmente ed esplicitamente la loro inapplicabilità ai territori occupati da Israele nel 1967", la Commissione europea ha emanato delle linee guida per il programma finanziario 2014-2020 che coprono tutti i settori di cooperazione tra l'UE ed Israele, tra cui economia, scienza, cultura, sport ed università, ma escludono gli scambi. Secondo la direttiva i futuri accordi tra l'UE ed Israele devono escludere esplicitamente gli insediamenti ebraici e le istituzioni e gli organi israeliani situati lungo la Linea Verde pre-1967, comprese le alture del Golan, la Cisgiordania e Gerusalemme Est. Le sovvenzioni, i finanziamenti, i premi o le borse di studio dell'UE saranno concessi solo se, nell'accordo, verrà inclusa una clausola che impegna il governo israeliano a concedere per iscritto che gli insediamenti nei territori occupati sono al di fuori dello stato di Israele.
In una dichiarazione, l'UE ha detto:
(Unione europea)
Le linee guida non si applicano a nessuna entità palestinese in Cisgiordania od a Gerusalemme Est, e non influenzano gli accordi tra l'UE e l'OLP o l'Autorità Nazionale Palestinese (ANP), né si applicano ai ministeri od alle agenzie nazionali israeliane, a privati, alle organizzazioni per i diritti umani che operano nei territori occupati o alle organizzazioni non governative (ONG) che lavorano per promuovere la pace ed operanti nei territori occupati.
La mossa fu descritta come un "terremoto" da un funzionario israeliano che desiderava rimanere anonimo, e suscitò aspre critiche da parte del primo ministro Benjamin Netanyahu che dichiarò: "Come primo ministro di Israele, non permetterò che le centinaia di migliaia di israeliani che vivono in Cisgiordania, alture del Golan e nella nostra capitale unita di Gerusalemme vengano danneggiati. Non accetteremo alcun diktat esterno ai nostri confini, la questione sarà risolta solo con trattative dirette tra le parti". Israele era anche preoccupato che la stessa politica potesse estendersi al regolamento dei prodotti e merci esportati nei mercati europei, poiché alcuni Stati membri dell'UE stavano facendo pressioni per una politica europea di etichettatura dei prodotti e merci originarie degli insediamenti ebraici per consentire ai consumatori di fare scelte informate. Una speciale commissione ministeriale guidata dal primo ministro Netanyahu, decise di avvicinarsi alle posizioni dell'UE, chiedendo diversi emendamenti chiave negli orientamenti prima di entrare in nuovi progetti. Un portavoce dell'UE confermò che si sarebbero tenuti ulteriori colloqui tra Israele e l'UE, affermando: "Siamo pronti a organizzare discussioni durante le quali tali chiarimenti possano essere forniti e attendiamo con interesse una cooperazione UE-Israele, anche nel settore della cooperazione scientifica".
I palestinesi ed i loro sostenitori salutarono la direttiva UE come una significativa sanzione politica ed economica contro gli insediamenti. Hanan Ashrawi accolse favorevolmente le linee guida, affermando: "L'UE è passata dal livello delle dichiarazioni e denunce alle decisioni politiche efficaci e a passi concreti, che costituiscono un cambiamento qualitativo che avrà un impatto positivo sulle possibilità di pace".